# Edward C. Reed
Edward Cambridge Reed (* 8. März 1793 in Fitzwilliam, New Hampshire; † 1. Mai 1883 in Ithaca, New York) war ein US-amerikanischer Jurist und Politiker. Zwischen 1831 und 1833 vertrat er den Bundesstaat New York im US-Repräsentantenhaus.

## Werdegang
Edward C. Reed wurde ungefähr zehn Jahre nach dem Ende des Unabhängigkeitskrieges im Cheshire County geboren. Er besuchte Gemeinschaftsschulen. 1812 graduierte er am Dartmouth College in Hanover. Während des Britisch-Amerikanischen Krieges diente er unter Gouverneur William L. Marcy. Er studierte Jura. Nach dem Erhalt seiner Zulassung als Anwalt 1816 begann er in Homer zu praktizieren. Zwischen 1822 und 1870 war er Secretary im Kuratorium der Cortland Academy in Homer. Während dieser Zeit wurde er 1827 Bezirksstaatsanwalt im Cortland County – ein Posten, den er bis 1836 innehatte. 1830 erhielt er seine Zulassung für das Court of Chancery. Politisch gehörte er der Jacksonian-Fraktion an.
Bei den Kongresswahlen des Jahres 1830 für den 22. Kongress wurde Reed im 22. Wahlbezirk von New York in das US-Repräsentantenhaus in Washington, D.C. gewählt, wo er am 4. März 1831 die Nachfolge von Thomas Beekman antrat. Er schied nach dem 3. März 1833 aus dem Kongress aus.
Nach seiner Kongresszeit war er wieder als Jurist tätig. 1836 wurde er beisitzender Richter am Court of Common Pleas im Cortland County – ein Posten, den er bis 1840 innehatte. Er war 1856 wieder als Bezirksstaatsanwalt tätig. 1875 zog er nach Ithaca. Dort war er weiter als Jurist tätig. Er verstarb am 1. Mai 1883 und wurde dann auf dem Glenwood Cemetery in Homer beigesetzt.